# Fosco Giachetti
Fosco Giachetti (* 28. März 1900 in Sesto Fiorentino; † 22. Dezember 1974 in Rom) war ein italienischer Schauspieler und als solcher einer der bekanntesten und meistbesetzten Darsteller im Film der Mussolini-Ära.

## Leben
Giachetti begann seine Theaterlaufbahn wohl in den frühen 1920er Jahren bei Ermete Zacconi. In der Spielzeit 1927/28 startete er seine Profilaufbahn bei der Compania Ricci-Bagni. 1928 stieß er zur Bühnentruppe von Tatiana Pavlova. Dort blieb er bis 1933, einen großen Erfolg feierte Giachetti in Georg Kaisers Schauspiel Oktobertag.
Noch 1933 wechselte Fosco Giachetti vor die Kamera und konzentrierte sich fortan auf die Arbeit beim Film, wo er eine Fülle von Hauptrollen in zum Teil teuer produzierten Unterhaltungsproduktionen – Dramen, Historiengeschichten, Liebesromanzen, Opernadaptionen und Melodramen – von recht unterschiedlicher Qualität übernahm. Im faschistischen Italien Benito Mussolinis äußerst populär, wirkte Fosco Giachetti überdies auch in einer Reihe von regimegetreuen Propagandastreifen wie Die weiße Schwadron (1936), Karthagos Fall (1937), Alkazar (1940) und Benghasi – das Schicksal einer Stadt (1942) mit. Für seine darstellerischen Leistung in der letztgenannten Arbeit erhielt er den Volpi-Pokal. Bei diesen Filmen handelte es sich um Inszenierungen altgedienter Regieveterane wie Augusto Genina und Carmine Gallone. Giachetti spielte 1941 zusammen mit Gustav Diessl und Isa Miranda im Film Die Weisse Göttin. Regie führte Alfredo Guarini.
In den frühen Nachkriegsjahren gewannen seine Filme an Substanz, und Giachetti trat nunmehr auch in sozialkritischen und zeitbezogeneren Stoffen (z. B. Zu neuem Leben, Sklaven des Lasters) auf. Unter René Clément spielte er 1950 in der italienischen Version der französisch-italienischen Vicki-Baum-Verfilmung Rendezvous in Paris den Laurent Bertal. Ab den 1950er Jahren, als er sich mit Nebenrollen begnügen musste, stand Fosco Giachetti nur noch in unregelmäßigen Abständen vor der Kamera und spielte verstärkt in Fernsehproduktionen mit. Ab 1949 widmete er sich wieder verstärkt dem Theater.

## Filmografie
- 1933: Il trattatto scomparso
- 1934: Luci sommerse
- 1935: L’ultimo dei Bergerac
- 1936: Die weiße Schwadron (Lo squadrone bianco)
- 1936: Cuor di vagabondo
- 1936: L’ultima nemica
- 1937: Orgoglio
- 1937: Karthagos Fall (Scipione l’africano)
- 1938: La signora di Montecarlo
- 1938: Napoli che non muore
- 1938: Drei Frauen um Verdi (Giuseppe Verdi)
- 1939: Premiere der Butterfly
- 1939: Alkazar (L’assedio dell’Alcazar)
- 1939: Frau am Abgrund (La peccatrice)
- 1940: Senza cielo
- 1940: Mädchen in Not (L’amante segreta)
- 1940: Die Tochter des Korsaren (La figlia del corsaro verde)
- 1941: Die Liebeslüge (Luce nelle tenebre)
- 1941: Un colpo di pistola
- 1941: Vorbestraft (Ridi, pagliaccio!)
- 1941: Nozze di sangue
- 1941: Fari nella nebbia
- 1942: Noi vivi
- 1942: Inferno giallo
- 1942: Bengasi
- 1942: Un colpo di pistola
- 1943: Una piccola moglie
- 1945: Il sole di Montecassino
- 1945: Zu neuem Leben (La vita ricomincia)
- 1945: Notte di tempesta
- 1946: Das Boot der Verdammten (Les maudits)
- 1946: Addio, mia bella Napoli !
- 1947: L’altra
- 1947: Carrefour des passions
- 1948: Voràgine
- 1948: Sklaven des Lasters (Una letta all’alba)
- 1949: Nada
- 1949: Romanticismo
- 1950: Rendezvous in Paris (L’amante di una notte)
- 1950: I falsari
- 1951: Quattro rose rosse
- 1953: Carne de horca
- 1953: Casa Ricordi (Casa Ricordi)
- 1956: Vater wider Willen (Sous le ciel de Provence)
- 1958: Welker Lorbeer (Un uomo facile)
- 1959: Schlacht um Babylon (Il conquistatore d’oriente)
- 1960: Der Meistergauner (Il mattatore)
- 1960: Il relitto
- 1962: Die Rache des schwarzen Rebellen (La notte dell'innominato)
- 1962: Der Zorn Achilles (L’ira di Achille)
- 1962: La monaca di Monza
- 1963: Die Arche Noah (Giacobbe, l'uomo che lottò con Dio)
- 1963: Die Kosaken kommen (Taras Bulba, il cosacco)
- 1964: La citadella (Fernsehdreiteiler)
- 1964: Samba
- 1965: David Copperfield (TV-Serie)
- 1966: Il Conte di Montecristo (Fernsehfünfteiler)
- 1967: La mujer de otro
- 1968: Processo a Gesú (Fernsehfilm)
- 1969: Ricorda con rabbia (Fernsehfilm)
- 1970: Der große Irrtum (Il conformista)
- 1971: Scipione, detta anche l’africano
- 1972: Der Erbe (L’héritier)
- 1974: L‘edera (Fernsehdreiteiler)